# Granslev Kirke
Granslev Kirke er en kirke i landsbyen Granslev, Granslev Sogn i Favrskov Kommune.

## Bygningshistorie
Granslev Kirke er oprindelig en traditionel romansk landsbykirke med skib og kor opført i granitkvadre på en skråkantsokkel. Som kirken fremtræder i dag, er den fuldstændig præget af sin egenskab af herregårdskirke til det nærliggende Bidstrup gods. I 1766 lod ejeren Hans Henrik de Lichtenberg kirken fuldstændigt ombygge. Der blev opført et tårn med det særprægede løgkuppelspir. Han tilføjede et våbenhus i syd og et gravkapel for Lichtenberg-slægten mod nord. Skibets bjælkeloft blev gemt bag et fladt, pudset loft med trukket hulkehl langs væggene, og han lod indbygge hvælvinger i koret.

## Inventar
Kirkens inventar er ligeledes præget af tilhørsforholdet til Bidstrup. Af oprindeligt inventar finder man kun den romanske døbefont, udført i granit og udsmykket med dobbeltløver. Den er dog lettere moderniseret, idet man har monteret en ny kant i malet fyrretræ. Over den hænger en lille kroneformet dåbshimmel udført i barokstil. Orglet er fra 1700-tallet. Stolestaderne er udsmykket med slægten Lichtenbergs våbenskjold. Altertavlen er i en pragtfuld barokstil med fritstående, marmorerede søjler. Den er antagelig fra 1742. Bag alteret er det et panelværk i samme stil. På nordvæggen hænger der en herskabsstol som en karnap ud fra væggen. Adgangen hertil har været fra det førnævnte gravkapel.
Kirken blev af Bidstrups ejer, Hans Henrik Honnens de Lichtenberg, overdraget til selveje i 1955.
- Våbenhuset med gavlen fra 1766.
- Kapellet fra 1766 på kirkens nordside.
- Altertavlen
- Kapellets inderside med Mogens Thrane maleri Den Uretfærdige Dom

## Eksterne kilder og henvisninger
- Wikimedia Commons har flere filer relateret til Granslev Kirke
- Granslev Kirke Arkiveret 31. januar 2011 hos  Wayback Machine hos nordenskirker.dk
- Granslev Kirke i Den Store Danske på Lex.dk
- Granslev Kirke hos KortTilKirken.dk